# Massaga virescens
Massaga virescens är en fjärilsart som beskrevs av Butler 1874. Massaga virescens ingår i släktet Massaga och familjen nattflyn. Inga underarter finns listade i Catalogue of Life.